# Рокестерон-Грас
Рокестеро́н-Грас (фр. Roquestéron-Grasse) — коммуна на юго-востоке Франции в регионе Прованс — Альпы — Лазурный берег, департамент Приморские Альпы, округ Грас, кантон Ванс. До марта 2015 года коммуна административно входила в состав упразднённого кантона Курсегуль (округ Грас).
Площадь коммуны — 23,98 км², население — 62 человека (2006) с тенденцией к росту: 81 человек (2012), плотность населения — 3,4 чел/км².

## Население
Население коммуны в 2011 году составляло — 80 человек, а в 2012 году — 81 человек.
| 1962 | 1968 | 1975 | 1982 | 1990 | 1999 | 2005 | 2006 | 2010 | 2011 | 2012 |
| ---- | ---- | ---- | ---- | ---- | ---- | ---- | ---- | ---- | ---- | ---- |
| 47   | 40   | 56   | 59   | 59   | 65   | 61   | 62   | 79   | 80   | 81   |

Динамика численности населения:

## Экономика
В 2010 году из 48 человек трудоспособного возраста (от 15 до 64 лет) 34 были экономически активными, 14 — неактивными (показатель активности 70,8 %, в 1999 году — 63,6 %). Из 34 активных трудоспособных жителей работали 32 человека (22 мужчины и 10 женщин), 2 числились безработными (1 мужчина и 1 женщина). Среди 14 трудоспособных неактивных граждан 2 были учениками либо студентами, 7 — пенсионерами, а ещё 5 — были неактивны в силу других причин.